# Live at the Cellar Door
Live at the Cellar Door è un album dal vivo del musicista canadese Neil Young, pubblicato nel 2013 ma registrato nel 1970.

## Tracce
1. Tell Me Why – 2:52
2. Only Love Can Break Your Heart – 3:13
3. After the Gold Rush – 3:48
4. Expecting to Fly – 3:21
5. Bad Fog of Loneliness – 2:00
6. Old Man – 3:41
7. Birds – 2:19
8. Don't Let It Bring You Down – 2:38
9. See the Sky About to Rain – 3:21
10. Cinnamon Girl – 3:39
11. I Am A Child – 2:43
12. Down by the River – 4:24
13. Flying on the Ground Is Wrong – 7:11

## Classifiche
| Classifica (2014)           | Posizione raggiunta |
| --------------------------- | ------------------- |
| Stati Uniti (Billboard 200) | 27                  |